# باول إيميل روسو
باول إيميل روسو هو سياسي كندي، ولد في 20 ديسمبر 1929، وتوفي في 8 أكتوبر 2001. حزبياً، نشط في حزب ساسكاتشوان المحافظ التقدمي. وقد انتخب عضو المجلس التشريعي من ساسكاتشوان.